# 排钱树
排钱树（学名：Phyllodium pulchellum），亦作排錢草，为豆科排钱树属下的一个种。
本植物的葉片是琺灰蝶幼蟲的食物。

## 久部連結
- 維基物種上的相關：排钱树